# Kajsz Godbán
Kaies Ghodhbane (arabul: قيس غُضبان; Ksar Hellal, 1976. január 7. –) tunéziai labdarúgó-középpályás.

## Pályafutása

### Klubcsapatokban
Először a SC Moknine együttesében játszott. Innen az Étoile du Sahelhez került, ahol 1995 és 2002 között a profi csapatában szerepelt. Ez idő alatt számos hazai és nemzetközi címet nyert. Ezt követően egy évre az Egyesült arab emírségekbeli első osztályban szereplő Baniyas SC-hez, majd Törökországba igazolt, ahol a Diyarbakırspor, a Samsunspor és a Konyaspor klubokat erősítette. A középpályás a 2006–07-es szezonban az Étoile Sportive du Sahel csapatában fejezte be pályafutását azzal, hogy ismét megnyerte a tunéziai bajnokságot.

### A válogatottban
A tunéziai labdarúgó-válogatottban 86-szor szerepelt. Behívták a  2006-os világbajnokság keretébe. Korábban az 1998-as és a 2002-es világbajnokságon is játszott. Hazája keretében kapott helyet akkor is, amikor Tunézia megnyerte a 2004-es afrikai nemzetek kupáját, és amikor másodikok lettek az 1996-os afrikai nemzetek kupájában.

## Sikerei, díjai

### Klubcsapatokkal
- Tunéziai kupagyőztes: 1996
- Tunéziai bajnok: 1997, 2007
- Kupagyőztesek Afrika-kupája: 1997
- CAF-szuperkupa: 1998
- CAF-konföderációs kupa: 1999

### A válogatottal
- Afrikai nemzetek kupája: 2004

## Fordítás
- Ez a szócikk részben vagy egészben  a   Kaies Ghodhbane című német Wikipédia-szócikk ezen változatának fordításán alapul.  Az eredeti cikk szerkesztőit annak laptörténete sorolja fel. Ez a jelzés csupán a megfogalmazás eredetét és a szerzői jogokat jelzi, nem szolgál a cikkben szereplő információk forrásmegjelöléseként.